# Косрае (народ)

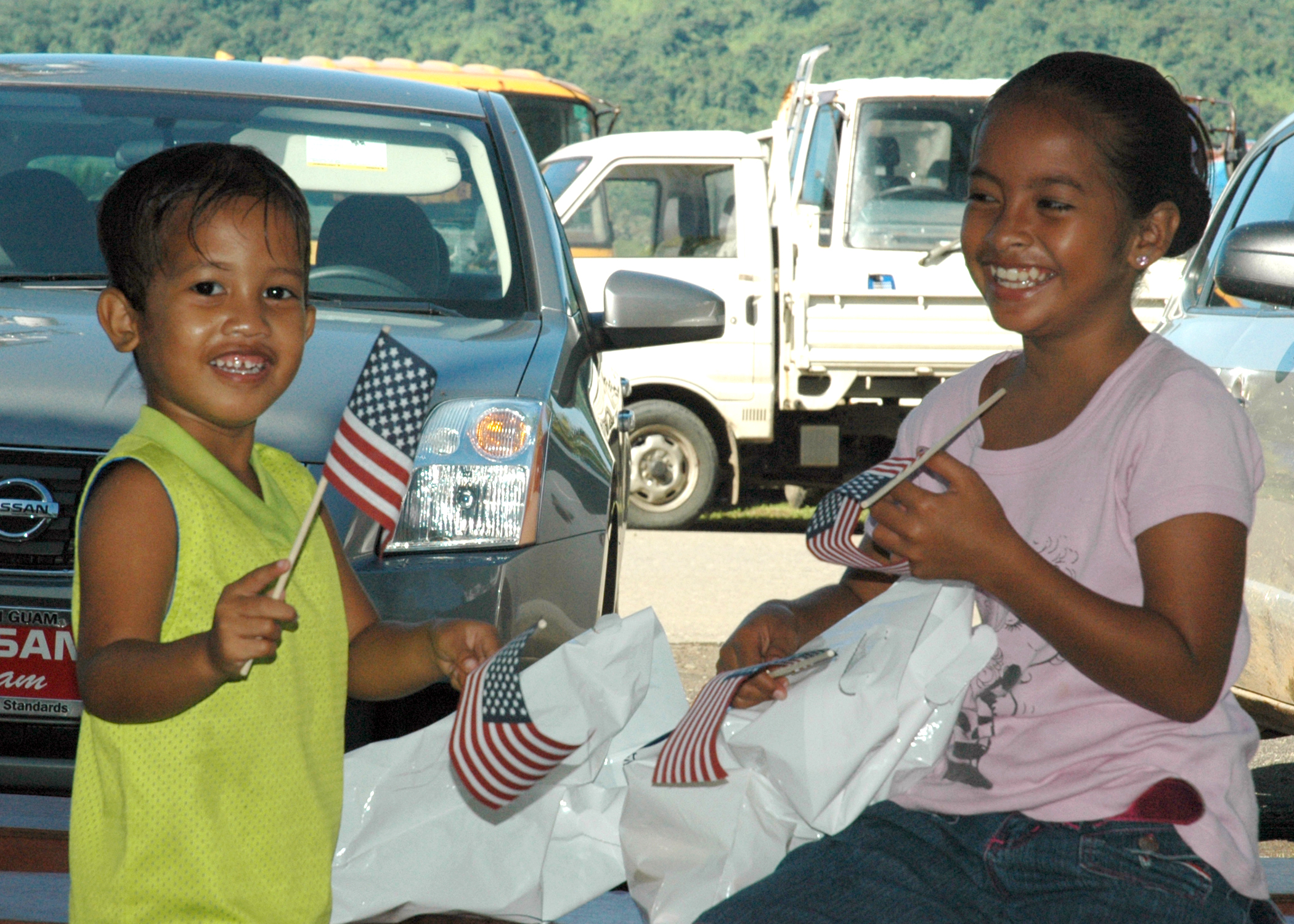
Мешканці косрае

Косрае (або кусаїе) — мікронезійський народ, що проживає в Федеративних Штатах Мікронезії, населення острова Косрае (стара назва - Юалан), в групі Каролінських островів. За культурою близькі понпейцям. Чисельність - близько 5000 чоловік. Мова - косрае, або кусаїе, мікронезійської група австронезійської мовної сім'ї. Віруючі - християни.

## Соціальне поділ
Косрае діляться на аристократію (лем) і общинників (мет сісік). Суспільство складається з матрилінійних кланів на чолі з вождем (юрос або токоеа), об'єднані в територіальні групи (фели). Є громадські будинки (лом елан, лом оуноу, унум, пае).

## Побут та традиції
За господарською діяльністю косрае мало відрізняються від інших мікронезійців. Основне заняття - землеробство (культури - батат, таро, ямс, какао). Займаються виробництвом копри, рибальством. Виробляють тканини з волокон банана, фарбують їх.
Знаряддя праці в основному виготовляються з раковин. Будинки - чотирикутні з очеретяним дахом, іноді (особливо у аристократії - на платформі).
Існує звичай взаємних подарунків, питво кави, татуювання, розфарбовування тіла куркумою. Зберігаються традиційні вірування.